# در سرزمین خون و عسل

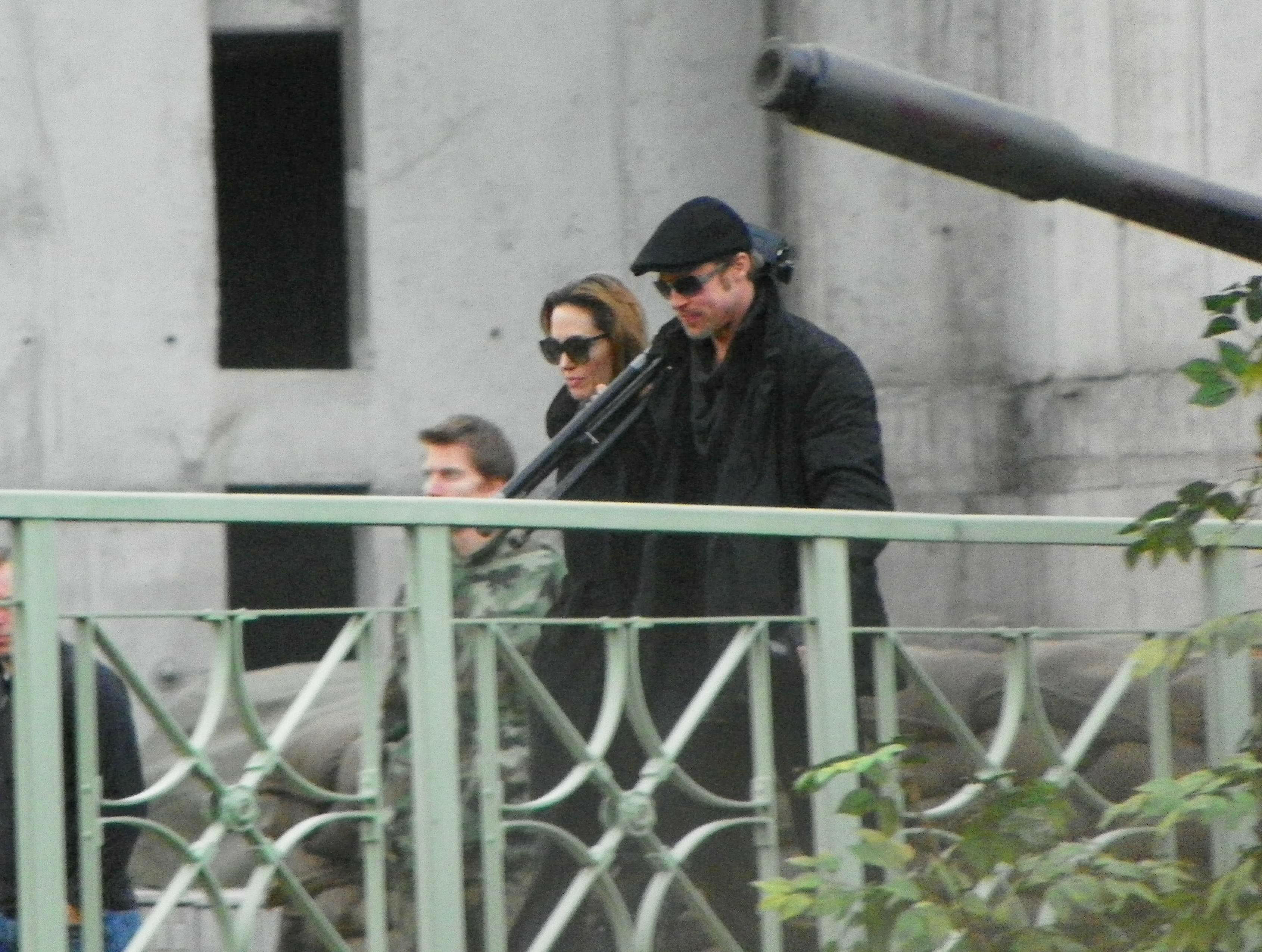

در سرزمین خون و عسل (به انگلیسی: In the Land of Blood and Honey) فیلمی رمانتیک درام آمریکایی به نویسندگی، تهیه‌کنندگی و کارگردانی آنجلینا جولی در سال ۲۰۱۱ است. روایت این فیلم یک داستان عاشقانه است که در هنگام جنگ بوسنی می‌گذرد.

## چکیده داستان
یک مرد صرب و یک زن مسلمان عاشق یکدیگرند. جنگ در بوسنی درمی‌گیرد. مردان مسلمان منطقه به دست صرب‌ها کشته شده و زنانشان به اسارت در می‌آیند. در یکی از پادگان‌های صرب‌ها دو عاشق یکدیگر را دوباره ملاقات می‌کنند، اما اینبار یکی سرباز صرب است و دیگری زن مسلمان اسیر.

## شرح داستان
در سارایوو، سال ۱۹۹۲، آیلا اکمچیچ، هنرمندی از اقلیت بوسنی، با خواهرش لیلا، که مادر مجرد یک نوزاد پسر است، زندگی می‌کند. یک شب، او با دوست‌پسرش، دانی‌یل ووکویویچ، افسر پلیس از قوم صرب، در یک باشگاه شبانه دیدار می‌کند. آن‌ها شبی خوش را سپری می‌کنند، اما بسیاری از حاضران کشته می‌شوند و دانی‌یل به‌شدت زخمی می‌شود، وقتی که باشگاه در اثر آتش توپخانه ویران می‌شود، رویدادی که آغاز جنگ بوسنی را نشان می‌دهد.
چند ماه بعد، آیلا و خواهرش برای فرار از شهر اکنون محاصره‌شدهٔ سارایوو آماده می‌شوند، اما پیش از خروج، محله‌شان به تصرف ارتش جمهوری صربسکا درمی‌آید. مردان از زنان جدا شده و اعدام می‌شوند، در حالی‌که آیلا و چند زن جوان و زیباروی دیگر با اتوبوس به اردوگاه تجاوز صرب‌ها منتقل می‌شوند.
در اردوگاه، سربازان برای زنان توضیح می‌دهند که چه شرایطی در پیش دارند و از آن‌ها می‌پرسند که چه مهارت‌هایی دارند. پزشکی به نام اسما داوطلب می‌شود که خدمات پزشکی ارائه دهد. زن دیگری می‌گوید که می‌تواند خیاطی کند؛ اما یکی از افسران به‌جای استفاده از مهارتش، او را جلوی دیگر زنان مورد تجاوز قرار می‌دهد تا آن‌ها را مرعوب کند. پیش از آن‌که سربازی دیگر به آیلا نیز تجاوز کند، فرماندهٔ اردوگاه وارد می‌شود و او را با خود می‌برد، و مشخص می‌شود که او کسی نیست جز دانی‌یل.
این زوج پیشین تلاش می‌کنند تا ابعاد شرایط جدیدشان را درک کنند، به‌ویژه با توجه به این‌که روابط میان‌قومیتی ممنوع است و افشای چنین رابطه‌ای می‌تواند دانی‌یل و پدرش نبو‌یشا، ژنرال ستاد کل ارتش صربسکا را در معرض خطر قرار دهد. دانی‌یل به آیلا می‌گوید برای محافظت از او در برابر دیگر سربازان، ادعا کرده که او «ملک شخصی» اوست. به‌زودی به دانی‌یل اطلاع داده می‌شود که به پایگاهی دیگر در سارایوو منتقل خواهد شد و او به آیلا می‌گوید که چگونه در غیابش فرار کند. او در تلاش دوم موفق به فرار می‌شود.
آیلا در جنگل اطراف شهر پنهان می‌شود و توسط نیروهای چریکی بوشنیاک پیدا شده و به اردوگاهشان بازگردانده می‌شود. او در آن‌جا با لیلا دوباره دیدار می‌کند، اما شادی‌اش دوام چندانی ندارد، چرا که لیلا خبر می‌دهد نوزادش چند ماه پیش توسط نیروهای صرب بوسنیایی کشته شده است. کنار آتش، چریک‌ها از جنون متناقض جنگ سخن می‌گویند. یکی از آن‌ها اشاره می‌کند که با وجود همه اتفاقات، نمی‌تواند از تمام صرب‌ها متنفر باشد، چرا که مادرش یک صرب است. لیلا نیز می‌گوید که فقط از صرب‌های ملی‌گرا نفرت دارد. در این لحظه، فاش می‌شود که آیلا زندانی و معشوقه دانی‌یل بوده است. چریک‌ها نقشه‌ای می‌کشند تا آیلا دوباره به‌عنوان نفوذی نزد دانی‌یل بازگردد.
دانی‌یل گول نمی‌خورد و به افرادش دستور می‌دهد آیلا را با عنوان نقاش شخصی‌اش بازداشت کنند. آن‌ها دوباره رابطه‌شان را از سر می‌گیرند، اما رفتار ویژهٔ دانی‌یل نسبت به آیلا موجب سوءظن می‌شود و در نهایت نبو‌یشا از وجود آیلا و جایگاه خاصش باخبر می‌شود. زمانی که دانی‌یل در خط مقدم است، نبو‌یشا به دیدن آیلا می‌آید و از او می‌خواهد پرتره‌ای از او بکشد. در حین نقاشی، او حرفهٔ آیلا را «زوال‌گرایی مسلمانان» می‌خواند و آن را با زندگی سخت مادرش، زنی بیوه و کشاورز در دوران جنگ جهانی دوم در یوگسلاوی، مقایسه می‌کند. آیلا پاسخ می‌دهد که پدربزرگش پارتيزان بوده و به او آموخته که تمام اقوام یوگسلاوی برابرند. نبو‌یشا با تمسخر لبخند می‌زند و اتاق را ترک می‌کند، ولی آیلا را با سربازی به نام پتر تنها می‌گذارد که به‌شدت به او تجاوز می‌کند.
دانی‌یل از خط مقدم بازمی‌گردد و آیلا را گریان در حمام می‌یابد. گمان می‌برد که به او خیانت شده و او را مورد ضرب‌وشتم قرار می‌دهد، اما با دیدن پرترهٔ ناتمام پدرش، واقعیت را درمی‌یابد. او پتر را به تپه‌ای خارج شهر می‌کشاند و می‌کشد. سپس با پدرش روبه‌رو می‌شود که او را به‌خاطر بی‌آبرو کردن خانواده مورد ضرب‌وشتم قرار می‌دهد و می‌گوید: «اگر مادرت می‌دانست که با روسپی‌های مسلمان همخوابه می‌شوی، در قبر می‌لرزید.»
روال نسبتاً آرامی بر زندگی آیلا و دانی‌یل حاکم می‌شود تا رویدادهای نسل‌کشی سربرنیتسا آغاز می‌شود. در حالی‌که ناتو آمادهٔ اجرای عملیات عملیات نیروی عمدی علیه صرب‌هاست، نبو‌یشا نشستی با دیگر فرماندهان در کلیسایی برگزار می‌کند. دانی‌یل مکان نشست را به آیلا می‌گوید و اشاره می‌کند اگر نجات یافت، به او پیغام خواهد داد. در کلیسا، دانی‌یل به‌سختی از انفجار بزرگی که کلیسا را ویران می‌کند و پدرش را می‌کشد، جان سالم به‌در می‌برد. پس از بیدار شدن، لیلا را آن‌سوی خیابان می‌بیند و درمی‌یابد که آیلا به او خیانت کرده است.
هم‌زمان با بمباران، ارتش جمهوری بوسنی و هرزگوین (ARBiH) ضدحمله‌ای آغاز می‌کند. دانی‌یل تلاش می‌کند نیروهایش را سازمان دهد، اما ارتش صرب به‌سختی شکست می‌خورد و بیشتر افرادش کشته می‌شوند. او به اردوگاه متروکه بازمی‌گردد و آیلا را می‌بیند که در انتظار اوست. او را برای خیانت و طراحی بمب‌گذاری سرزنش و کتک می‌زند. آیلا با عذرخواهی، به مشارکت در عملیات اذعان می‌کند—گرچه این عذرخواهی صادقانه به نظر نمی‌رسد. دانی‌یل بلافاصله او را با شلیک گلوله می‌کشد.
دانی‌یل در میان ویرانه‌های شهر که اکنون در آستانهٔ آزادی است، سرگردان می‌شود. شاید درمی‌یابد که جنگ او را به چه هیولایی بدل کرده و همه چیز بیهوده بوده است. او در خیابان، در برابر نیروهای یونیفور (UNPROFOR) فرو می‌ریزد و با گریه خود را جنایتکار جنگی می‌نامد. به‌نظر می‌رسد که اندکی بعد بازداشت می‌شود.